# Makonnen Endelkachew
Makonnen Endelkachew (Addisge, 16 febbraio 1890 – Addis Abeba, 27 febbraio 1963) è stato uno dei numerosi ras dell'Impero abissino e Primo ministro dal 1942 al 1957.

## Biografia
Makonnen nacque ad Addisge, nipote del noto generale e politico Ras Betwoded Tessema Nadew, che lo introdusse all'imperatore Menelik II. Fu uno dei membri della classe alfa della Scuola Menelik II di Addis Abeba alla sua apertura nel 1908
John Spencer descrisse Makonnen come "una montagna del peso di quasi 130 chili, con una voce alta". Malgrado l'aspetto poco presentabile, Spencer notò che "egli era particolarmente affabile, gentile e disponibile, distinguendosi per intelligenza". Fu anche apprezzato autore, avendo pubblicato una novella da lui scritta ed un libro sulla Seconda guerra italo-etiope e le atrocità commesse dai fascisti sul suo popolo.
Si sposò due volte, ed il secondo matrimonio fu con una nipote dell'imperatore, la principessa Yeshashework Yilma, che venne sposata per acquietare le voci di una relazione che il ras aveva con la moglie di un nobile tigrano, il ras Gugsa Araya Selassie. Per distrarlo anche da questa relazione, il negus riportò nel 1932 Endelkachew al suo posto di ambasciatore nel Regno Unito. La principessa Yeshashwork era stata sposata con Bitwoded Makonnen Demissew e dopo la morte del primo marito non era intenzionata a sposarsi con Makonnen Endalkachew.
Makonnen accompagnò Haile Selassie durante il suo tour in Europa dal 16 aprile al 4 settembre 1924. Dopo il suo richiamo da Londra, prestò servizio come Ministro dell'Interno, poi come governatore della Provincia di Illubabor e fu durante questo periodo che guidò le truppe di quella provincia contro l'invasione italiana sul fronte di Ogaden. Con la vittoria degli italiani, preferì andare in esilio dal 1936 al 1941 a Gerusalemme, accompagnando poi l'imperatore nuovamente in Etiopia dopo la liberazione del paese. L'imperatore Haile Selassie lo nominò Ministro dell'Interno nel marzo del 1941, nel gabinetto di governo voluto fortemente da Haile Selassie e fortemente criticato dal War Office britannico che sosteneva che, dal momento che l'Etiopia era stata in precedenza un territorio coloniale italiano, l'imperatore "non potesse pienamente riassumere il proprio status di sovrano ed i propri poteri sino a quando non fosse stato siglato un trattato di pace con l'Italia". Ad ogni modo, come sottolinea John Spencer, l'Etiopia fu in grado di riportare la situazione allo status precedente al postliminium. "Avendo ritirato il proprio riconoscimento ufficiale alle conquiste italiane" puntualizza ancora Spencer "la Gran Bretagna non aveva ragione di criticare l'applicazione della dottrina del postlimitum da parte dell'Etiopia".
Dal 1942, quando l'impteratore "ricreò" di fatto la sua posizione, Makonnen divenne Primo ministro sino al suo ritiro dalla politica il 1º novembre 1957. Bahre Zewde riporta ad ogni modo che Makonnen "era una mera figura cerimoniale, più dedita alla cultura che alle macchinazioni politiche". Il primo ministro de facto durante questo periodo fu Walda-Giyorgis Walda-Yohannes."
Makonnen guidò la delegazione rappresentante l'Etiopia al summit di San Francisco che portò alla creazione delle Nazioni Unite ma per la sua scarsa conoscenza di francese e inglese non prese parte a gran parte dei dibattiti.